# Cómo no
Cómo no è un singolo del cantante statunitense Akon, pubblicato il 18 luglio 2019 dall'Akonik Label Group, come primo singolo d'anticipazione per il suo quarto album in studio El Negreeto, direzionato sulla musica latina.
Il videoclip del brano è stato girato a Cuba ed è stato pubblicato il 6 settembre del 2019.

## Tracce
1. Cómo no (feat. Becky G) – 3:14

## Classifiche
| Classifica (2018)   | Posizione massima |
| ------------------- | ----------------- |
| Argentina           | 27                |
| Messico             | 10                |
| Spagna              | 39                |
| Stati Uniti (Latin) | 7                 |